# Antun Vramec
Antun Vramec (* 9. Juni 1538 in der Umgebung von Ormož, Habsburgermonarchie, heutiges Slowenien; † 1587 in Varaždin, heutiges Kroatien) war ein kroatischer Schriftsteller.

## Leben
Vramec studierte Theologie in Rom. Als er nach Kroatien zurückkehrte, wurde er Kanoniker am Zagreber Dom. 1582 wurden ihm die Kanoniker-Ehren entzogen, wahrscheinlich, weil er zwischenzeitlich heiratete.
Er arbeitete als Pfarrer in Zagreb, Brežice, Stenjevac und Varaždin. Sein Hauptwerk ist die Kronika vezda znovich zpravljena kratka szlouenzkim jezikom in südslawischer Sprache, in der er die Geschichte der Welt bis 1578 beschrieb.